# Clear History
Clear History (deutsch Vergangenheit bereinigen oder Klare/vollständige Aufstellung/Sicht der Geschehnisse) ist eine US-amerikanische Fernsehfilmkomödie des Pay-TV-Senders HBO. Hauptdarsteller und Co-Autor ist der Komiker Larry David. Der Film wurde am 10. August 2013 erstmals ausgestrahlt.

## Handlung
Nathan Flomm ist Marketingchef einer aufstrebenden Firma, die ein Elektroauto entwickelt. Als sein Chef Will Haney den Namen des Fahrzeugs präsentiert, überwirft sich Nathan mit ihm. Im Streit kündigt Nathan und gibt gleichzeitig seine Firmenanteile zurück. Kurz darauf wird der Wagen zu einem großen Erfolg. Nathan wäre, wenn er seine Anteile behalten hätte, nun Multimilliardär. Stattdessen wird er als Versager, der die Zeichen der Zeit nicht erkannt hat, durch Fernsehsendungen und Zeitschriften wie dem Time Magazine landesweit bekannt. Auf der Straße wird er verspottet und seine Frau verlässt ihn.
Zehn Jahre später hat sich Nathan seine langen Haare und den Bart abrasiert, einen Altenpflege-Job auf der Insel Martha’s Vineyard angenommen und lebt unter der falschen Identität Rolly DaVore.
Als Will Haney auf die Insel zieht, um dort mit seiner Frau Rhonda in einer großen Villa zu leben, werden in Nathan Rachegelüste wach. Gemeinsam mit seinem Freund Frank, dessen Bekannten Joe Stumpo und dessen Gehilfen Rags plant er die Sprengung des Anwesens. Mithilfe von McKenzies Bauunternehmen schleust er sich als Arbeiter auf das noch unfertige Anwesen, wo er vom Bauherrn aufgrund seiner äußerlichen Veränderungen nicht erkannt wird. Mit dessen Frau Rhonda versteht er sich allerdings so gut, dass er mit ihr auch Freizeit auf einem Volksfest verbringt. Nathan schmiedet einen neuen Plan: Rhonda verliebt sich in ihn, lässt sich von Haney scheiden, bekommt die Hälfte des Vermögens und heiratet Nathan, der somit einen Teil des Vermögens erhält. Die geplante Sprengung wird abgesagt.
Will Haney ist unheilbar erkrankt und wird bald sterben. Deshalb hat er einen Privatdetektiv engagiert, der Nathan finden soll. Er möchte ihm nachträglich seine Unternehmensanteile auszahlen, die ihn zu einem reichen Mann machen würden.
Nathan, der den Gerüchten, seine Ex-Freundin Wendy hätte bei einem Chicago-Konzert einigen Mitgliedern der Band einen geblasen, auf den Grund gehen will, zerstreitet sich mit Rhonda. Der alte Plan das Haus zu sprengen, wird wieder neu ins Auge gefasst. Unterdessen hat sich im Ort herumgesprochen, dass es sich bei Rolly tatsächlich um den berühmten Versager Nathan Flomm handelt. Auch Will Haney bekommt das mit, woraufhin er Nathan seine Anteile verspricht.
Panisch versucht Nathan seine Kollegen von der Sprengung des Hauses abzuhalten, kommt aber zu spät. Nathan und seine Helfen müssen daraufhin für drei Jahre ins Gefängnis. Allerdings lebt Nathan nach seiner Haftstrafe als angesehener Bürger auf der Insel.

## Besetzung

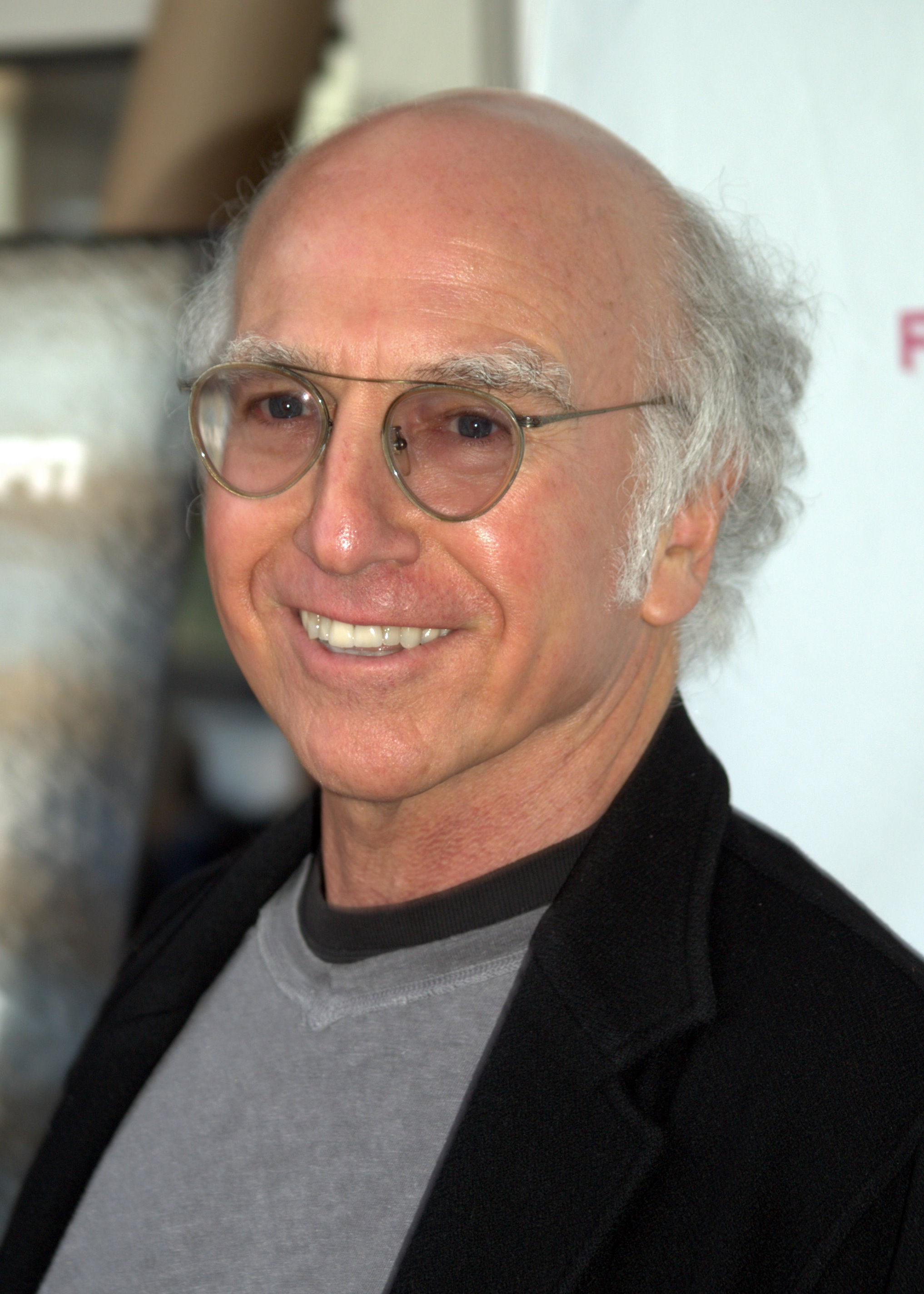
Larry David spielt Nathan Flomm / Rolly DaVore
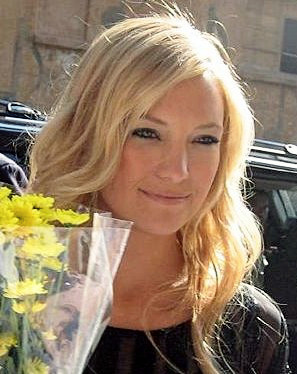
Kate Hudson spielt Rhonda
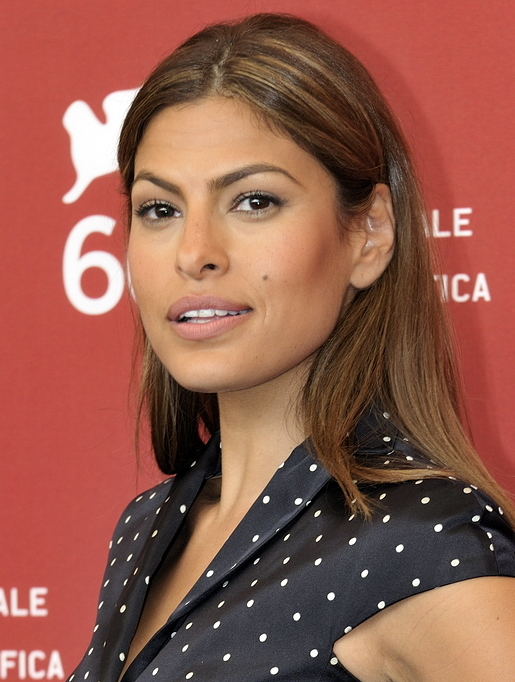
Eva Mendes spielt Jennifer
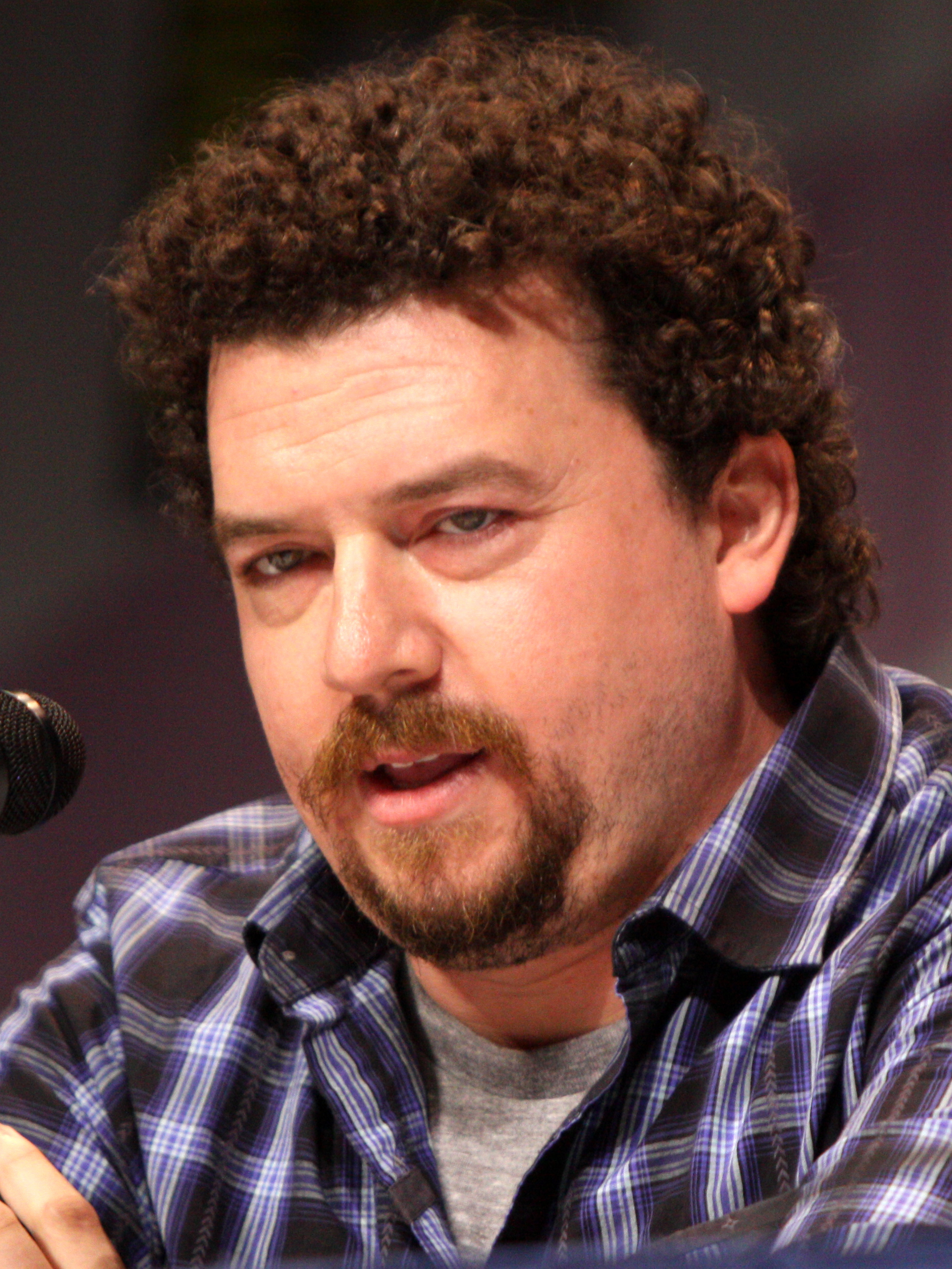
Danny McBride spielt Frank
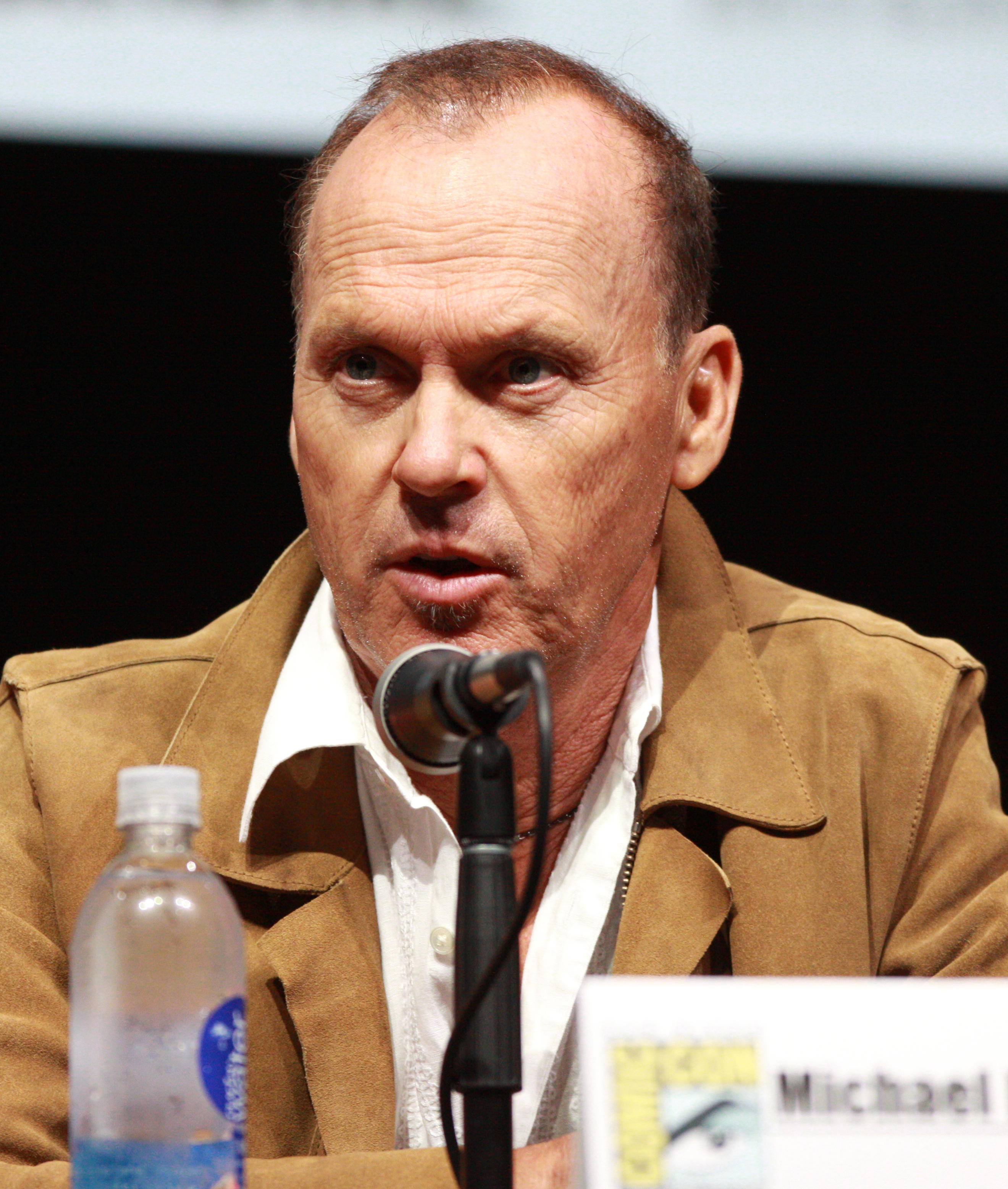
Michael Keaton spielt Joe Stumpo
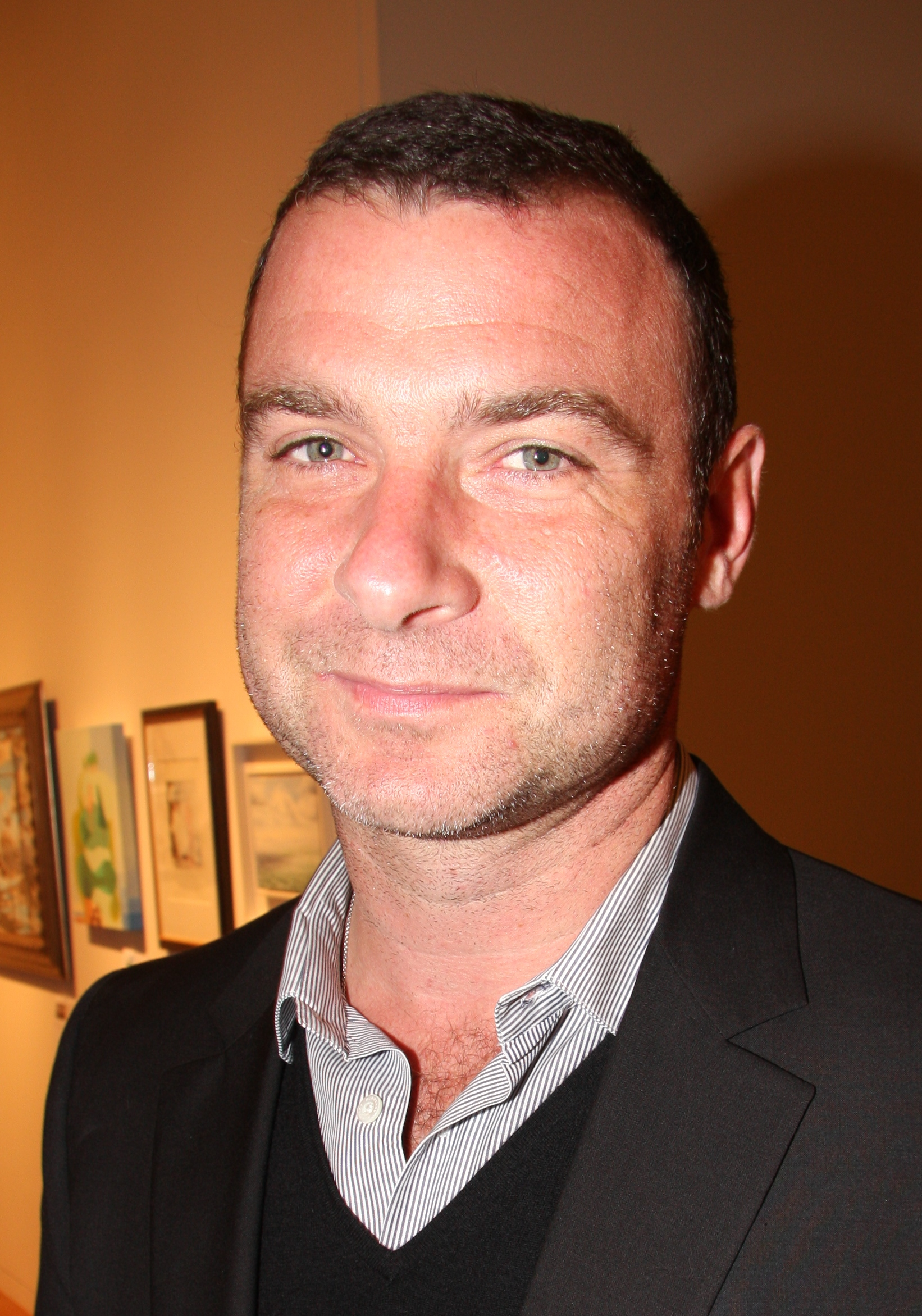
Liev Schreiber spielt Tibor

## Hintergrund
Liev Schreiber wird im Abspann nicht aufgeführt. Larry David äußerte sich zu dem fehlenden Credit wie folgt: „I think that’s a Showtime thing. There’s kind of an HBO/Showtime thing.“ Schreibers Serie Ray Donovan startete auf dem Sender Showtime wenige Wochen vor Ausstrahlung des Fernsehfilms auf HBO. Zudem wurde der Film auf HBO gegen die Showtime-Serie am Sonntagabend programmiert.
Die Dreharbeiten fanden von Juli bis November 2012 u. a. in Topsfield, Essex, North Andover und Beverly in Essex County, Massachusetts statt.